# Nausicaa (Leighton)
Nausicaa è un dipinto a olio dell'artista inglese Frederic Leighton, realizzato ed esposto per la prima volta nel 1878. Attualmente si trova in una collezione privata.

## Storia
Nausicaa venne esposta all'esposizione annuale dell'accademia reale delle arti nel 1878 assieme ad altri tre quadri di Leighton: Avvolgimento della matassa, Serafina (un'altra figura singola) e uno studio.

## Descrizione
La tela ritrae una figura intera femminile, con degli abiti verdi e bianchi. È Nausicaa, la principessa dei Feaci nell'Odissea. La ragazza scalza si trova in piedi davanti alla soglia di una porta e porta una mano su una guancia. Edgcumbe Staley, nonostante confonda l'isola dei Feaci con Itaca, descrive così il dipinto: